# Helen Fisher
Helen Elizabeth Fisher (Manhattan, 31 de maio de 1945 – Bronx, 17 de agosto de 2024) foi uma professora de antropologia e pesquisadora do comportamento humano na Rutgers University e estudou a atração romântica interpessoal por mais de 30 anos. Tem vários livros publicados no Brasil como "Por que amamos?", "Por que ele? Por que ela?" "Anatomia do amor". Nasceu em 1947 nos Estados Unidos mas se nacionalizou canadense. Ela ganhou um grau duplo em Antropologia e Psicologia da U. of New York (1968); Mestrado em Antropologia Física, A. cultural, linguística e Arqueologia da U. de Boulder, Colorado (1972); e doutorado em Física em Boulder A. (1975).
Dra. Fisher foi uma das principais especialistas na biologia do amor e da atração. Foi a estudiosa de referência na comunidade de pesquisa sobre o tema do amor. Em 2005, ela foi contratada pelo match.com para ajudá-lo a construir chemistry.com, o site usou sua pesquisa e experiência para criar sistemas de acasalamento com base em ambos os hormônios e personalidade. Ela foi um dos palestrantes na conferência anual de TED 2006 e 2008.